# Dipoena pacificana
Dipoena pacificana är en spindelart som beskrevs av Lucien Berland 1938. Dipoena pacificana ingår i släktet Dipoena och familjen klotspindlar. Inga underarter finns listade i Catalogue of Life.